# Слєпцова Світлана Юріївна
Слєпцова Світлана Юріївна (рос. Слепцова Светлана Юрьевна; *31 липня 1986 року, Ханти-Мансійськ, Росія) — російська біатлоністка, олімпійська чемпіонка. Чемпіонка світу в естафеті 4×6 кілометрів. Заслужений майстер спорту Росії.

## Інвентар
Станом на 28 листопада 2011
- Гвинтівка — Anschütz
- Лижі — Fischer[de]
- Черевики — Alpina[2]
- Лижні палиці — One Way
- Кріплення — Rottefella[2]
- Костюм — Adidas
- Пальчатки — Adidas
- Окуляри — Adidas